# Боржава (село)

Боржава (укр. Боржава, венг. Nagyborzsova Надьборжова) — село в Береговской городской общине Береговского района Закарпатской области Украины. Расположено на правом берегу одноимённой реки, в юго-восточнее города Берегово. Через село также протекает река Верке.
Население по переписи 2001 года составляло 1502 человека. Почтовый индекс — 90256. Телефонный код — 03141. Занимает площадь 2,53 км². Код КОАТУУ — 2120481701.